# Neuhauserfeld
Neuhauserfeld ist ein Teil des Stadtteils Gnigl der Statutarstadt Salzburg. Der Stadtteil ist weitgehend reines Wohngebiet.

## Geographie
Neuhauserfeld liegt im Nordosten der Stadt, etwa 2 Kilometer vom Stadtzentrum entfernt, zwischen Kapuzinerberg und Kühberg hinter der Salzburg-Tiroler-Bahn um die Abzweigung der B158 Wolfgangsee Straße von der B1 Wiener Straße. Neuhauserfeld umfasst die südwestlichen Ortslagen von Gnigl.
Die Umgrenzung von Neuhauserfeld ist die Salzburg-Tiroler-Bahn mit Rangierbahnhof (Verschiebebahnhof) gegen Schallmoos, Schillinghofstraße  – Grazer Bundesstraße – Versorgungshausstraße – Andrä-Blüml-Straße – Ferdinand-Spannring-Straße gegen das restliche Gnigl, und die Neuhauserstraße gegen Parsch.
Nachbarortslagen
|                                  | Gnigl Nord                                  | Niedergnigl |
| Schallmoos Ost (Stt. Schallmoos) | Kompassrose, die auf Nachbargemeinden zeigt | Obergnigl   |
|                                  | Wolfsgarterfeld (Stt. Parsch)               |             |

## Geschichte
Das Gebiet gehörte schon seit der Schaffung der Ortsgemeinden 1848/49 zur Gemeinde Gnigl.
Bis in das 19. Jahrhundert lagen hier der Schillinghof (heute Verschiebebahnhof) und das Roxnisengut (Ecke Linzer Bundesstraße/Parscher Straße), und der im 19. Jahrhundert angelegte k.k. Exerzierplatz am etwa 30 Hektar großen Neuhauserfeld, unterhalb vom Schloss Neuhaus, dem alten Pfleg- und Landgericht, gelegen. Die unter Eichstraße war die Sichtachsen-Allee des Schlosses stadteinwärts.
1875 wurde dann die Giselabahn (Salzburg-Tiroler-Bahn), 1908 der Verschiebebahnhof. Dadurch wurden zwar die westlichen Gründe von Gnigl, die heute zu Schallmoos gerechnet werden, vom Ort getrennt, andererseits setzte die Ortsentwicklung ein. 1935 kam Gnigl an Salzburg. Der Raum wird – in Abgrenzung zum alten Gnigler Ortskern (Ober-, Niedergnigl) heute eigenständig gerechnet.
Bald nach dem Zweiten Weltkrieg wurde von Obergnigl aus das Neuhauserfeld immer mehr verbaut (Neuhauserfeldsiedlung), ebenso die alten Schillinghofgründe. Hier überwiegt bis heute insgesamt eine offene Bauweise und wenig hohe Bebauung, und abgesehen von den Lagen direkt an B1/B151 Wohngebiet.

## Verkehr und Infrastruktur
Hauptstraßenverkehrsachsen sind die B1 Wiener Straße, hier Linzer Bundesstraße genannt, und die B158 Wolfgangsee Straße, hier Minnesheimstraße. Lokale Durchzugsstraßen sind durch den Stadtteil die Parscher Straße, im Süden die Eichstraße (Verbindung Fürbergstraße – Obergnigl) sowie die Ferdinand-Sauter-Straße entlang der Salzburg-Tiroler-Bahn südwärts.
In Neuhauserfeld liegt die Haltestelle Salzburg Gnigl der S-Bahn Salzburg, Linie S3 (30-Minuten-Takt). Weiters verkehren auf der Eichstraße die Obuslinie 2 (nach Obergnigl, Haltestellen Parscherstraße, Reisenbergerstraße), auf der Linzer Bundesstraße die Linien 4 (nach Mayrwies) und 10 (nach Sam, beide mit Haltestellen Gnigl S-Bahn und Minnesheimstraße), weiters die Autobuslinien 23 (Hauptbahnhof – Sam – Obergnigl, manchmal weiter Fadingerstraße/Parsch, mit Haltestelle Minnesheimstraße) und 151 (Mirabellplatz – Obergnigl – Gaisbergspitze bei Gnigl S-Bahn) sowie die Regionalbusse des Bahnbus, Kurse 130 (nach Eugendorf, Henndorf, Straßwalchen), 131 (nach Eugendorf, Seekirchen, Obertrum, Seeham, Berndorf), 140 (nach Eugendorf, Thalgau, Mondsee) und 150 (nach Koppl, Hof, Fuschl, St. Gilgen, Strobl, Bad Ischl).
Die Trainingsanlage des 1. Salzburger SK musste 2003 dem Neubau der Haltestelle Gnigl (Verbreiterung der Bahntrasse) weichen, mit ihm der Campingplatz Salzburg-Gnigl; die Sportanlage Gnigl mit Tennisplatz (ASKÖ ESV Tennis Gnigl) blieb aber erhalten.

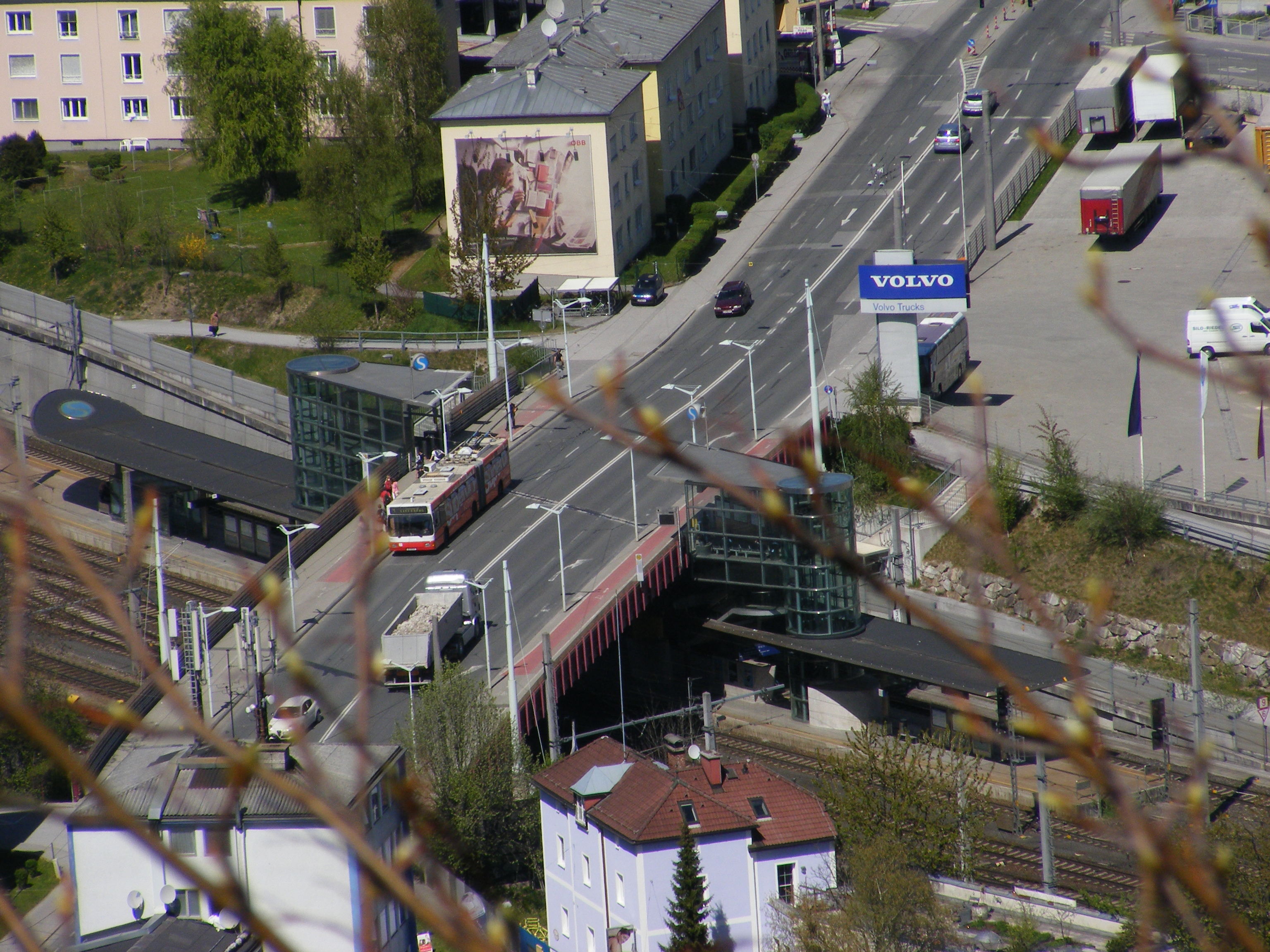
Kreuzung B1/Salzburg-Tiroler-Bahn: Schwabenwirtbrücke
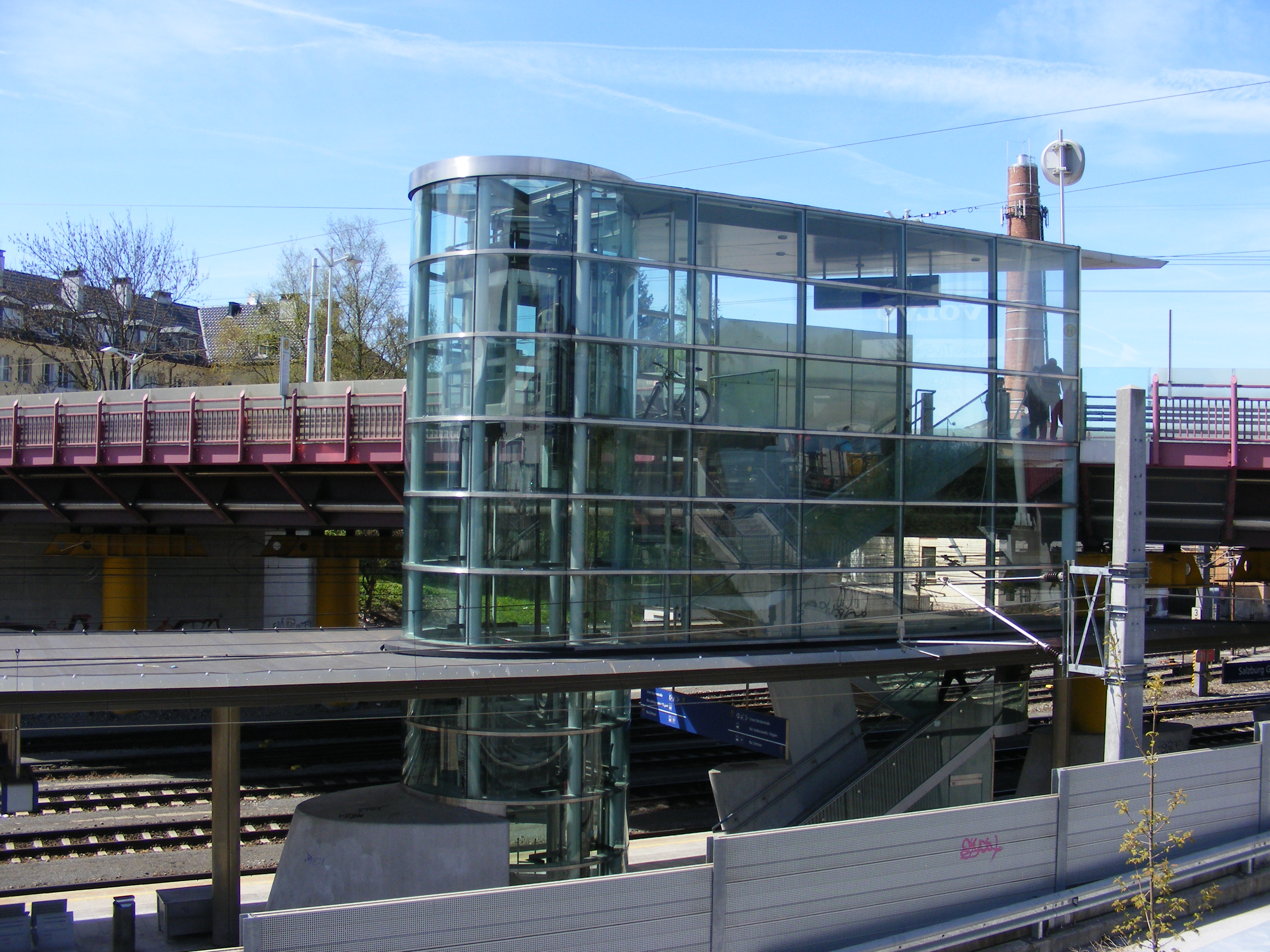
Haltestelle Salzburg-Gnigl, Abgang auf der Schwabenwirtbrücke
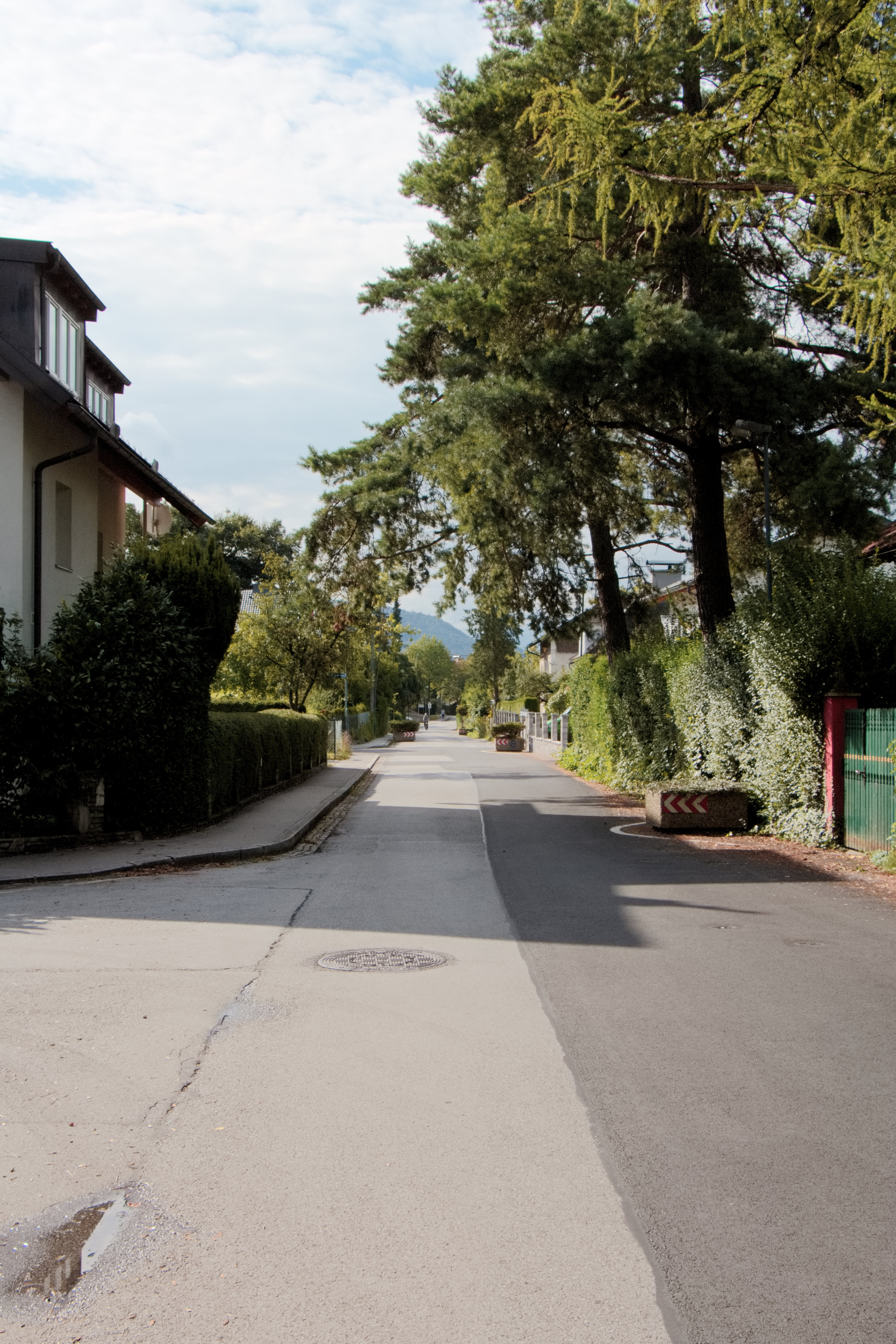
Ferdinand-Sauter-Straße

## Nachweise
- Sabine Veits-Falk, Thomas Weidenholzer, Martin Zehentner (Buchgestaltung): Gnigl, mittelalterliches Mühlendorf, Gemeinde an der Eisenbahn, Salzburger Stadtteil. Gnigler Stadtteilchronik. Eigenverlag Verein Stadtteilentwicklung Gnigl-Langwied-Sam, Salzburg  2010, ISBN 978-3-900213-13-8.
- 50101 – Salzburg. Gemeindedaten der Statistik Austria

1. ↑  Die Grazer Bundesstraße verlief früher direkt durch Untergnigl, der Anfang dieser Straße ist heute eine schlängelnde Nebenstraße nördlich parallel zur Minnesheimstraße.
2. ↑  Franziszäischer Kataster 1817–1861 (Layer online bei SAGIS)
3. ↑  Die Parscher Straße ist aber nicht weiterführend, sie wurde direkt nach der Neuhauserstraße durch einen kurzen Rückbauabschnitt zum Radweg unterbrochen.
4. 1 2  Liniennetz- und Umgebungspläne, Salzburger Verkehrsverbund, svv-info.at (diverse Pläne, pdf)